# Българско историческо дружество
Българското историческо дружество е научно дружество, основано през 1901 година в София, като сред учредителите му са главно преподаватели в Софийския университет и учители. От 1928 година то започва да изгражда мрежа от клонове в цялата страна, чийто брой достига до около 40. След Деветосептемврийския преврат от 1944 година с активното участие на Александър Бурмов е поставено под контрола на режима и през 1949 година е закрито.
През 1964 година тоталитарният комунистически режим създава казионна организация със същото име, която съществува до 1991 година.